# Озрем
Озрем је насеље у Србији у општини Горњи Милановац у Моравичком округу. Према попису из 2022. било је 214 становника. Удаљено је 19 км од Горњег Милановца, у правцу планинског врха Рајац и планине Сувобор, на надморској висни од 400 до 522 м и од површини од 1.161 ха.
Ово село је првобитно припадало општини Горњи Бранетићи и имало је заједничку основну школу са селом Доњи Бранетићи. Године 1924. село је у сарадњи са Доњим Бранетићима подигло заједничку цркву на локалитету Јовање – Црква Рођења Светог Јована Крститеља у Озрему.
Сеоска преслава је на Мали Спасовдан.
Овде се налазе Црква Рођења Светог Јована Крститеља у Озрему, Крајпуташ Николи Чолићу у Озрему и Крајпуташи крај гробља у Озрему.

## Историја
Озрем се први пут помиње у турском попису 1525. године и то под именом Озрим. Тада је имао 16 хришћанских и 2 муслиманска дома. Нема поузданих података о настанку имена села.
Озрем је постојао још у средњовековној Србији. Пред доласком Турака био је расељен све до друге половине 18. века када су га населили досељеници из Црне Горе, Босне, Херцеговине и Сјеничке висоравни.
У ратовима у периоду од 1912. до 1918. године село је дало 107 ратника. Погинуло их је 90 а 17 је преживело.
Село је тешко страдало у току Другог светског рата, када су побијени многи људи у селу.

## Географија
Село се налази на многобројним косама око речице Озремице и њене десне притоке Бруснице. Разбијеног је типа, па су му куће раштркане и у породичним групама. У селу има свега 182 домаћинства.

## Демографија
У пописима село је 1910. године имало 868 становника, 1921. године 737, а 2002. године тај број је спао на 346.
У насељу Озрем живи 310 пунолетних становника, а просечна старост становништва износи 51,4 година (48,6 код мушкараца и 53,8 код жена). У насељу има 134 домаћинства, а просечан број чланова по домаћинству је 2,56.
Ово насеље је великим делом насељено Србима (према попису из 2002. године), а у последња три пописа, примећен је пад у броју становника.
|  |

| Демографија | Демографија | Демографија |
| Година      | Становника  | Становника  |
| ----------- | ----------- | ----------- |
| 1948.       | 898         |             |
| 1953.       | 916         |             |
| 1961.       | 807         |             |
| 1971.       | 654         |             |
| 1981.       | 533         |             |
| 1991.       | 426         | 421         |
| 2002.       | 343         | 344         |
| 2011.       | 250         |             |

| Етнички састав према попису из 2002.‍ | Етнички састав према попису из 2002.‍ | Етнички састав према попису из 2002.‍ | Етнички састав према попису из 2002.‍ | Етнички састав према попису из 2002.‍ |
| ------------------------------------ | ------------------------------------ | ------------------------------------ | ------------------------------------ | ------------------------------------ |
|                                      |                                      |                                      |                                      |                                      |
| Срби                                 | Срби                                 |                                      | 342                                  | 99,70%                               |
| непознато                            | непознато                            |                                      | 1                                    | 0,29%                                |

| Година пописа     | 1948. | 1953. | 1961. | 1971. | 1981. | 1991. | 2002. |
| ----------------- | ----- | ----- | ----- | ----- | ----- | ----- | ----- |
| Број домаћинстава | 177   | 177   | 193   | 177   | 162   | 150   | 134   |

| Број чланова      | 1  | 2  | 3  | 4 | 5  | 6 | 7 | 8 | 9 | 10 и више | Просек |
| ----------------- | -- | -- | -- | - | -- | - | - | - | - | --------- | ------ |
| Број домаћинстава | 44 | 42 | 18 | 8 | 12 | 5 | 3 | 1 | 0 | 1         | 2,56   |

| Пол    | Укупно | Неожењен/Неудата | Ожењен/Удата | Удовац/Удовица | Разведен/Разведена | Непознато |
| ------ | ------ | ---------------- | ------------ | -------------- | ------------------ | --------- |
| Мушки  | 151    | 40               | 100          | 8              | 2                  | 1         |
| Женски | 169    | 21               | 93           | 52             | 1                  | 2         |
| УКУПНО | 320    | 61               | 193          | 60             | 3                  | 3         |

| Пол    | Укупно                    | Пољопривреда, лов и шумарство | Рибарство                            | Вађење руде и камена | Прерађивачка индустрија       |
| ------ | ------------------------- | ----------------------------- | ------------------------------------ | -------------------- | ----------------------------- |
| Мушки  | 83                        | 41                            | 0                                    | 0                    | 15                            |
| Женски | 55                        | 30                            | 0                                    | 0                    | 12                            |
| УКУПНО | 138                       | 71                            | 0                                    | 0                    | 27                            |
| Пол    | Производња и снабдевање   | Грађевинарство                | Трговина                             | Хотели и ресторани   | Саобраћај, складиштење и везе |
| Мушки  | 5                         | 4                             | 9                                    | 1                    | 4                             |
| Женски | 1                         | 0                             | 5                                    | 1                    | 1                             |
| УКУПНО | 6                         | 4                             | 14                                   | 2                    | 5                             |
| Пол    | Финансијско посредовање   | Некретнине                    | Државна управа и одбрана             | Образовање           | Здравствени и социјални рад   |
| Мушки  | 0                         | 0                             | 1                                    | 1                    | 1                             |
| Женски | 0                         | 0                             | 0                                    | 1                    | 2                             |
| УКУПНО | 0                         | 0                             | 1                                    | 2                    | 3                             |
| Пол    | Остале услужне активности | Приватна домаћинства          | Екстериторијалне организације и тела | Непознато            | Непознато                     |
| Мушки  | 0                         | 0                             | 0                                    | 1                    | 1                             |
| Женски | 1                         | 0                             | 0                                    | 1                    | 1                             |
| УКУПНО | 1                         | 0                             | 0                                    | 2                    | 2                             |